# Liste der Baudenkmäler in Hahnbach
Auf dieser Seite sind die Baudenkmäler in dem Oberpfälzer Markt Hahnbach zusammengestellt. Diese Tabelle ist eine Teilliste der Liste der Baudenkmäler in Bayern. Grundlage ist die Bayerische Denkmalliste, die auf Basis des Bayerischen Denkmalschutzgesetzes vom 1. Oktober 1973 erstmals erstellt wurde und seither durch das Bayerische Landesamt für Denkmalpflege geführt wird. Die folgenden Angaben ersetzen nicht die rechtsverbindliche Auskunft der Denkmalschutzbehörde.

## Ensembles

### Ensemble Ortskern Hahnbach
Hahnbach ist seiner Anlage nach ein typischer Straßenmarkt mit annähernd ovalem Grundriss. Die klare Straßenordnung wird bestimmt durch die den ganzen Ort in der Länge durchziehende Hauptstraße. Auf halber Höhe mündet von Südosten kommend die Amberger Straße ein, von der nördlichen Ortshälfte stoßen vier innerörtliche Straßen an den Straßenmarkt heran.
Von den ursprünglich drei Toren besteht nur mehr das Amberger Tor. Das gesamte Gebilde ist von einem mit Vilswasser gespeisten Marktgraben umgeben. Die Grundstückslinien stehen großenteils senkrecht gegen die Hauptstraße, ausgenommen im nordwestlichen Kirchenbezirk, wo eine größere Unregelmäßigkeit auf den mutmaßlichen Gründungskern um den Kirchenbereich herum schließen lässt. Die spätgotische Kirche selbst war ursprünglich vom Markttreiben durch die Bebauungslinie abgesetzt, durch den Abbruch einiger Häuser südlich der Pfarrkirche wurde nun ein Freiraum geschaffen, der freien Blick auf das Gotteshaus gewährt. Das heutige Erscheinungsbild des alten Straßenmarktes an der Handelsstraße von Nürnberg nach Böhmen wird vom Wiederaufbau nach dem Marktbrand von 1819 bestimmt. Nur wenige Bauten reichen noch in das 17. und 18. Jahrhundert zurück.
Typisch ist die Traufseitstellung der meist zweigeschossigen Wohnhäuser zur Straße; korbbogige Hofdurchfahrten in den rückwärtigen Bereich der Ställe und Scheunen lassen die Funktion der Bauernanwesen erkennen. Reizvolle Details sind die zahlreichen kleinen Obergeschossnischen mit den früher üblichen Hausfiguren. An den Straßeneinmündungen beherrschen das Straßenbild vorwiegend stattliche Wirtshäuser.
Aktennummer: E-3-71-126-1

## Baudenkmäler nach Ortsteilen

### Hahnbach
| Lage                             | Objekt                                                       | Beschreibung | Akten-Nr.              | Bild           |
| -------------------------------- | ------------------------------------------------------------ | --- | ---------------------- | -------------- |
| Breite Gasse 8 (Standort)        | Hausfigur                                                    | Des auferstandenen Christus, 19. Jahrhundert | D-3-71-126-3 Wikidata  | BW             |
| Hauptstraße (Standort)           | Zwei Brückensteine                                           | Mit dem bayerischen Wappen, 1912 | D-3-71-126-27 Wikidata | BW             |
| Hauptstraße 10 (Standort)        | Wohnhaus                                                     | Zweigeschossiger, verputzter Massivbau in Ecklage, mit Halbwalmdach, im Kern 18. Jahrhundert | D-3-71-126-6 Wikidata  | BW             |
| Hauptstraße 18 (Standort)        | Ehemaliges Ackerbürger- und Schulhaus                        | Zweigeschossiger, traufständiger Massivbau mit Satteldach, einfacher Putzgliederung und zwei Toreinfahrten mit korbbogigem Abschluss, eine mit Holztor, um 1800 | D-3-71-126-7 Wikidata  | BW             |
| Hauptstraße 23 (Standort)        | Ehemaliges Ackerbürgerhaus                                   | Zweigeschossiger, traufständiger und verputzter Massivbau mit Satteldach, Toreinfahrt mit korbbogigem Abschluss und zweiflügeligem Holztor, Anfang 19. Jahrhundert | D-3-71-126-8 Wikidata  | BW             |
| Hauptstraße 34 (Standort)        | Torhaus, sogenanntes Amberger Tor                            | Sandsteinquaderbau mit rundbogiger Durchfahrt und Walmdach, im Kern 16. Jahrhundert | D-3-71-126-9 Wikidata  | weitere Bilder |
| Hauptstraße 36 (Standort)        | Hausfigur                                                    | Hl. Johannes von Nepomuk, 18. Jahrhundert, im Inneren des Hauses | D-3-71-126-60          | BW             |
| Hauptstraße 38 (Standort)        | Ehemaliges Ackerbürgerhaus                                   | Zweigeschossiger, traufständiger und verputzter Massivbau mit Satteldach, Toreinfahrt mit korbbogigem Abschluss und zweiflügeligem Holztor, bezeichnet mit „1841“ | D-3-71-126-10 Wikidata | BW             |
| Hauptstraße 58 (Standort)        | Wohnhaus                                                     | Zweigeschossiger, verputzter Massivbau in Ecklage, im Kern spätmittelalterlich, Umbauten frühes 19. Jahrhundert, steiles Satteldach unter Verwendung von Teilen barocker Konstruktion rekonstruiert | D-3-71-126-12 Wikidata | BW             |
| Hauptstraße 60 (Standort)        | Ehemaliges Klostergebäude der Armen Schulschwestern          | Westlicher Flügel zweigeschossiger, verputzter Massivbau mit Walmdach und profilierten Stichbogenfenstergewänden, ab 1839, der östliche Flügel mit abschließendem Halbgeschoss, um 1908 Rückwärtiges Nebengebäude, zweigeschossiger, verputzter Massivbau, teils mit Thermenfenstern, ab 1839, Umbau um 1900 Zugehörige Mauer mit Nischenfigur, nach 1835 | D-3-71-126-13 Wikidata | BW             |
| Hauptstraße 69 (Standort)        | Hausfigur des hl. Florian                                    | 19. Jahrhundert | D-3-71-126-14 Wikidata | BW             |
| Hauptstraße 75 (Standort)        | Ehemaliges Ackerbürgerhaus                                   | Zweigeschossiger, traufständiger Massivbau mit Satteldach, Kniestock und Putzgliederung, Ende 19. Jahrhundert | D-3-71-126-15 Wikidata | BW             |
| Herbert-Falk-Straße 8 (Standort) | Ehemaliges Ackerbürgerhaus                                   | Wohnteil zweigeschossiger, verputzter Massivbau mit Krüppelwalm und einfacher Putzgliederung, Wirtschaftsteil mit Satteldach, Mitte 19. Jahrhundert | D-3-71-126-1 Wikidata  | BW             |
| Mühlstraße 2 (Standort)          | Wohnhaus                                                     | Zweigeschossiger und traufständiger Massivbau mit Krüppelwalmdach und einfacher Putzgliederung, klassizistisch, 1. Hälfte 19. Jahrhundert | D-3-71-126-18 Wikidata | BW             |
| Mühlstraße 7 (Standort)          | Katholische Pfarrkirche St. Jakob                            | Dreischiffige Basilika, teils verputzter Sandsteinquaderbau mit Maßwerkfenstern, Strebepfeilern und südlichem Vorzeichen, Chor mit Fünfachtelschluss 1430–34, südliches Langhaus 1464, Westturm mit von Laternenzwiebel bekröntem Zeltdach 1521–37; mit Ausstattung                                                                                       | D-3-71-126-19 Wikidata | weitere Bilder |
| Mühlstraße 10 (Standort)         | Ehemaliges Bauernhaus                                        | Zweigeschossiger Sandsteinquaderbau mit Walmdach, 2. Hälfte 18. Jahrhundert, am Obergeschoss Holzrelief, frühes 19. Jahrhundert | D-3-71-126-20 Wikidata | BW             |
| Mühlstraße 18 (Standort)         | Wohnhaus eines Bauernhofs                                    | Zweigeschossiger Massivbau mit Satteldach und einfacher Fassadengliederung, Ende 19. Jahrhundert Nebengebäude, zweigeschossiger Putzbau mit Satteldach und Rundbogenfenstern, wohl frühes 20. Jahrhundert Kugelbekrönte Torpfeiler, wohl gleichzeitig | D-3-71-126-21 Wikidata | BW             |
| Pandurengasse 12 (Standort)      | Wohnhaus                                                     | Zweigeschossiger, unverputzter Sandsteinquaderbau mit Walmdach, erstes Drittel 19. Jahrhundert | D-3-71-126-23 Wikidata | BW             |
| Rathgasse 1 (Standort)           | Hausfigur                                                    | Muttergottes mit Kind, 19. Jahrhundert | D-3-71-126-25 Wikidata | BW             |
| Vilsecker Straße 1 (Standort)    | Katholische Dreifaltigkeitskirche, sogenannte Friedhofkirche | Saalbau, verputzter Massivbau mit Satteldach, Dachreiter mit Zwiebelhaube und Dreiseitschluss, um 1600; mit Ausstattung Friedhofsmauer, teils mit Nischen, stellenweise noch 17./18. Jahrhundert | D-3-71-126-26 Wikidata | BW             |

### Adlholz
| Lage                  | Objekt        | Beschreibung                                                                                   | Akten-Nr.              | Bild |
| --------------------- | ------------- | ---------------------------------------------------------------------------------------------- | ---------------------- | ---- |
| In Adlholz (Standort) | Marienkapelle | Verputzter Massivbau mit Satteldach und Dachreiter, 2. Hälfte 19. Jahrhundert; mit Ausstattung | D-3-71-126-28 Wikidata | BW   |

### Frohnberg
| Lage                   | Objekt                                           | Beschreibung | Akten-Nr.              | Bild                 |
| ---------------------- | ------------------------------------------------ | --- | ---------------------- | -------------------- |
| Frohnberg (Standort)   | Bildstock                                        | Gedrungener Pfeiler und Laterne mit Bildnische, bezeichnet mit „1870“ | D-3-71-126-4 Wikidata  | BW                   |
| Frohnberg 1 (Standort) | Ehemaliges Pfarrhaus                             | Zweigeschossiger Sandsteinbau mit Walmdach und geohrten Faschen, Mitte 18. Jahrhundert | D-3-71-126-29 Wikidata | Ehemaliges Pfarrhaus |
| Frohnberg 2 (Standort) | Lourdeskapelle                                   | Verputzter Massivbau mit Steildach und Natursteingliederung, Ende 19. Jahrhundert; mit Ausstattung Kruzifix, gefasste Holzfigur, wohl 2. Hälfte 19. Jahrhundert                                       | D-3-71-126-31 Wikidata | Lourdeskapelle       |
| Frohnberg 2 (Standort) | Katholische Wallfahrtskirche Unserer Lieben Frau | Saalbau, verputzter Massivbau mit Satteldach, eingezogenem, dreiseitig geschlossenem Chor und einfacher Putzgliederung, 1723–25, Westturm mit Zwiebelhaube von Georg Diller, 1751/52; mit Ausstattung | D-3-71-126-30 Wikidata | weitere Bilder       |

### Höhengau
| Lage                                      | Objekt                                | Beschreibung                                                                                             | Akten-Nr.              | Bild           |
| ----------------------------------------- | ------------------------------------- | --- | ---------------------- | -------------- |
| Am Wagrain (Standort)                     | Felsenkapelle, sogenannte Kehlkapelle | In pyramidenförmigen Sandsteinblock integriert, wohl 1749 zwei Bildstöcke, Sandsteinpfeiler mit Laternen | D-3-71-126-33 Wikidata | weitere Bilder |
| vor der südlichen Ortseinfahrt (Standort) | Bildstock                             | Granitpfeiler mit Laterne, 17./18. Jahrhundert                                                           | D-3-71-126-34 Wikidata | Bildstock      |

### Iber
| Lage                      | Objekt                                     | Beschreibung | Akten-Nr.              | Bild |
| ------------------------- | ------------------------------------------ | --- | ---------------------- | ---- |
| Eisenstraße 18 (Standort) | Katholische Filialkirche hl. Bruder Konrad | Saalbau, verputzter Massivbau mit Satteldach, eingezogenem, halbrund geschlossenem Chor und Westturm mit Zwiebelhaube, 1935; mit Ausstattung | D-3-71-126-35 Wikidata | BW   |

### Irlbach
| Lage                 | Objekt                                 | Beschreibung | Akten-Nr.              | Bild |
| -------------------- | -------------------------------------- | --- | ---------------------- | ---- |
| Irlbach 2 (Standort) | Ehemalige Hammerkapelle St. Laurentius | Verputzter und unterkellerter Massivbau mit Satteldach, Spitzbogenportal und Maßwerkfenster, Anfang 15. Jahrhundert, Dachreiter mit Zwiebelhaube später; mit Ausstattung | D-3-71-126-37 Wikidata | BW   |

### Kreuzberg
| Lage                   | Objekt                            | Beschreibung | Akten-Nr.              | Bild           |
| ---------------------- | --------------------------------- | --- | ---------------------- | -------------- |
| Kreuzberg 1 (Standort) | Katholische Nebenkirche Hl. Kreuz | Saalbau, teilweise verputzter Sandsteinquaderbau mit Walmdach, eingezogenem, dreiseitig geschlossenem Chor, Spitzbogenportal und Dachreiter, 1725; mit Ausstattung | D-3-71-126-39 Wikidata | weitere Bilder |

### Kümmersbuch
| Lage                      | Objekt                | Beschreibung | Akten-Nr.              | Bild |
| ------------------------- | --------------------- | --- | ---------------------- | ---- |
| Kümmersbuch 3 (Standort)  | Dorfkapelle St. Maria | Verputzter Massivbau mit Satteldach, Dachreiter, spitzbogigen Laibungen und einfacher Putzgliederung, um 1904; mit Ausstattung | D-3-71-126-40 Wikidata | BW   |
| Kümmersbuch 12 (Standort) | Bildstock             | Reliefierter Sandsteinpfeiler mit Laterne, bezeichnet mit „1860“                                                               | D-3-71-126-41 Wikidata | BW   |
| Sünderfeld (Standort)     | Bildstock             | Gemauert, um 1800; auf dem sogenannten Flanderacker                                                                            | D-3-71-126-42 Wikidata | BW   |

### Mausberg
| Lage                  | Objekt                                         | Beschreibung | Akten-Nr.              | Bild           |
| --------------------- | ---------------------------------------------- | --- | ---------------------- | -------------- |
| Mausdorf 8 (Standort) | Katholische Wallfahrtskirche Unser Lieben Frau | Saalbau, verputzter Massivbau mit Satteldach und dreiseitig geschlossenem Chor, um 1750, Erneuerung 1845, Westturm mit Spitzhelm 1870; mit Ausstattung | D-3-71-126-43 Wikidata | weitere Bilder |

### Mausdorf
| Lage                  | Objekt                                | Beschreibung | Akten-Nr.              | Bild |
| --------------------- | ------------------------------------- | --- | ---------------------- | ---- |
| Mausdorf 2 (Standort) | Getreidekasten mit angebauter Kapelle | Getreidespeicher, zweigeschossiger, unverputzter Bruchsteinbau aus Kalk- und Sandstein mit Satteldach, tonnengewölbtem Keller und Eckquaderung, 16./17. Jahrhundert Katholische Dreifaltigkeitskapelle, kleiner Satteldachbau aus verputztem Sandsteinmauerwerk, rundbogiges Portal mit Pilasterrahmung, bezeichnet mit „1724“; mit Ausstattung | D-3-71-126-44 Wikidata | BW   |

### Mimbach
| Lage                  | Objekt              | Beschreibung | Akten-Nr.              | Bild |
| --------------------- | ------------------- | --- | ---------------------- | ---- |
| Mimbach 31 (Standort) | Ehemaliges Gasthaus | Zweigeschossiger, verputzter Massivbau mit Halbwalmdach, um 1800 Ehemaliger Schweinestall, verputzter Massivbau, gleichzeitig | D-3-71-126-45 Wikidata | BW   |

### Mülles
| Lage                 | Objekt        | Beschreibung                                                                    | Akten-Nr.              | Bild |
| -------------------- | ------------- | ------------------------------------------------------------------------------- | ---------------------- | ---- |
| In Mülles (Standort) | Marienkapelle | Verputzter Massivbau mit Satteldach, 2. Hälfte 18. Jahrhundert; mit Ausstattung | D-3-71-126-46 Wikidata | BW   |

### Oberschalkenbach
| Lage                                                      | Objekt              | Beschreibung                                                                    | Akten-Nr.              | Bild |
| --------------------------------------------------------- | ------------------- | ------------------------------------------------------------------------------- | ---------------------- | ---- |
| Oberschalkenbach 4 (Standort)                             | Ehemaliges Gasthaus | Eingeschossiger, verputzter Massivbau mit Satteldach, 2. Hälfte 19. Jahrhundert | D-3-71-126-48 Wikidata | BW   |
| Holderschlag, an der Straße Ebersbach-Schlicht (Standort) | Steinkreuz          | Wohl 17. Jahrhundert                                                            | D-3-71-126-49          | BW   |

### Ölhof
| Lage               | Objekt                 | Beschreibung                                                                                  | Akten-Nr.              | Bild |
| ------------------ | ---------------------- | --------------------------------------------------------------------------------------------- | ---------------------- | ---- |
| Ölhof 4 (Standort) | Kapelle St. Laurentius | Massivbau mit Satteldach und einfacher Putzgliederung, bezeichnet mit „1710“; mit Ausstattung | D-3-71-126-50 Wikidata | BW   |

### Schalkenthan
| Lage                       | Objekt        | Beschreibung | Akten-Nr.              | Bild |
| -------------------------- | ------------- | --- | ---------------------- | ---- |
| In Schalkenthan (Standort) | Marienkapelle | Verputzter Massivbau mit Satteldach und Sandsteingewänden, bezeichnet mit „1832“, im Kern älter; mit Ausstattung | D-3-71-126-51 Wikidata | BW   |

### Süß
| Lage                  | Objekt        | Beschreibung | Akten-Nr.              | Bild |
| --------------------- | ------------- | --- | ---------------------- | ---- |
| Kirchweg 1 (Standort) | Marienkapelle | Teilweise verputzter Werksteinbau mit Satteldach, Dachreiter mit Zwiebelhaube, einfacher Fassadengliederung und Dreiseitschluss, bezeichnet mit „1819“, unter Einbeziehung älterer Bauteile; mit Ausstattung Bildstock, Sandsteinpfeiler mit Laterne, wohl 17./18. Jahrhundert Kriegerdenkmal für die Gefallenen des Ersten Weltkriegs, bekrönt von kniedender Soldatenfigur, nach 1918 | D-3-71-126-52 Wikidata | BW   |

### Ursulapoppenricht
| Lage                             | Objekt                             | Beschreibung | Akten-Nr.              | Bild |
| -------------------------------- | ---------------------------------- | --- | ---------------------- | ---- |
| Alte Dorfstraße (Standort)       | Arma-Christi-Kreuz                 | Holz, 19. Jahrhundert | D-3-71-126-56 Wikidata | BW   |
| Pfarrer-Lindl-Platz 1 (Standort) | Katholische Pfarrkirche St. Ursula | Saalkirche, verputzter Massivbau mit Satteldach, geschweiftem Giebel, eingezogenem, dreiseitig geschlossenem Chor und Westturm mit Schweifhelm, neubarock, von Heinrich Hauberrisser, 1912; Das Deckenfresko im Chor Verkündigung und das Langhausdeckenfresko Erklärung der leiblichen Himmelfahrt Mariä zum Dogma mit zahlreichen Heiligen ist von dem Münchner Kunstmaler des Neubarock Josef Wittmann und gemalt in seinem 80. Lebensjahr in 1959. Die Entwürfe zu diesen Fresken haben sich erhalten und befinden sich mit seinen Entwürfen zur kirchlichen Malerei im Diözesanmuseum Regensburg. Kirchhofmauer mit Portal, Sandstein, wohl gleichzeitig | D-3-71-126-55 Wikidata | BW   |
| Pfarrer-Lindl-Platz 2 (Standort) | Ehemaliges Schulhaus               | Zweigeschossiger, verputzter Massivbau mit Walmdach, Eingangsvorbau und Fledermausgaube, um 1912 | D-3-71-126-53 Wikidata | BW   |

## Ehemalige Baudenkmäler
In diesem Abschnitt sind Objekte aufgeführt, die früher einmal in der Denkmalliste eingetragen waren, jetzt aber nicht mehr. Objekte, die in anderem Zusammenhang also z. B. als Teil eines Baudenkmals weiter eingetragen sind, sollen hier nicht aufgeführt werden. Aktennummern in diesem Abschnitt sind ehemalige, jetzt nicht mehr gültige Aktennummern.

| Lage                                                    | Objekt                                     | Beschreibung                                                        | Akten-Nr.              | Bild |
| ------------------------------------------------------- | ------------------------------------------ | ------------------------------------------------------------------- | ---------------------- | ---- |
| Hahnbach Hauptstraße 46 (Standort)                      | Ackerbürgerhaus                            | 19. Jahrhundert, mit Nischenfigur St. Wendelin, 17./18. Jahrhundert | D-3-71-126-11 Wikidata | BW   |
| Hahnbach Hauptstraße 80 (Standort)                      | Türsturz                                   | Bezeichnet mit „1851“                                               | D-3-71-126-16 Wikidata | BW   |
| Frohnberg Frohnberg; Tratt (Standort)                   | Reststücke von Sandstein-Kreuzwegstationen | 18./19. Jahrhundert; auf dem Fußweg nach Hahnbach                   | D-3-71-126-32 Wikidata | BW   |
| Iber alte Haus-Nr. 2 (Standort)                         | Wohnstallbau                               | Mit Walmdach, 18. Jahrhundert                                       | D-3-71-126-36 Wikidata | BW   |
| Kötzersricht Kötzersricht 12 (Standort)                 | Wohnstallbau                               | Mit Fachwerkgiebel und Rundbogeneingang, 18. Jahrhundert            | D-3-71-126-38 Wikidata | BW   |
| Ursulapoppenricht Alte Dorfstraße 23, 25, 27 (Standort) | Wohnstallbau                               | Mit Putzgliederung, 18. Jahrhundert                                 | D-3-71-126-54 Wikidata | BW   |